# 제임스 H. 클라크

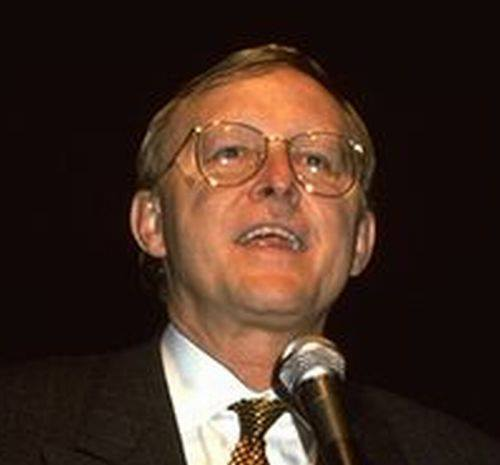
제임스 H. 클라크

제임스 H. 클라크(영어: James H. Clark, 1944년 3월 23일 ~ )는 미국의 기업인이다.